# Franz von Lenbach
Franz Seraph Lenbach, desde 1882 von Lenbach (Schrobenhausen, cerca de Múnich, 13 de diciembre de 1836 - Múnich, 6 de mayo de 1904) fue un pintor alemán especializado en retratos de estilo realista. Era uno de los llamados "príncipes de la pintura" de Múnich junto con Franz von Stuck y Friedrich August von Kaulbach.

## Biografía
El padre de Lenbach era albañil, y con la intención de seguir una carrera en la construcción fue enviado a la escuela de Landsberg y posteriormente al politécnico de Augsburgo. Lenbach había visto al pintor Johann Baptist Hofner ejecutando unos estudios de animales y esto le inspiró a sus primeras incursiones en la pintura. Su padre se oponía a estos primeros esfuerzos. Tras visitar las galerías de Augsburgo y Múnich, logró el permiso paterno para seguir una carrera artística.
En 1853 fue admitido a la Academia de Bellas Artes de Múnich. Su técnica era ya avanzada cuando pasó a ser pupilo de Carl Theodor von Piloty, con el que en 1858 emprendió un viaje a Italia y donde asimiló la técnica de Tiziano y Giorgione. En Roma estuvo un año; allí realizó bocetos del natural que utilizó más tarde en algún cuadro. También hizo un viaje a Flandes, donde estudió a los maestros flamencos. En estos viajes Lenbach hizo muchas copias, de gran perfección, de las obras de los grandes maestros. En 1860 obtuvo un puesto de maestro en la recién inaugurada escuela de arte de Weimar, donde permaneció hasta 1862. En 1867 emprendió un viaje a España con el conde Schach, al que había conocido al instalarse en Múnich; visitó el Museo del Prado y copió las obras de Velázquez. También estuvo en Granada, visitando la Alhambra. Hizo un viaje a Egipto junto con Hans Makart y L. C. Müller.
Para finales del siglo XIX Lenbach y su círculo dominaban la actividad cultural de Múnich. Entre sus amigos estaban Wilhelm Busch, Franz Defregger y Rudolf Epp. Como su amigo Makart, Lenbach se dedicó a retratar a las clases altas. Lenbach se convirtió en el artista más admirado y buscado de la alta sociedad alemana, al que llamaban «príncipe de los pintores». Pintó muchos retratos, incluyendo los personajes más importantes de su época, pudiendo citarse los que hizo de Bismarck (del que llegó a realizar ochenta versiones) y de Mommsen. Guillermo II lo nombró su retratista oficial. Con los ingresos de sus retratos, logró acaparar una gran fortuna. A partir de 1882 pasó los inviernos en el Palacio Borghese de Roma. En 1887 contrató al arquitecto Gabriel von Seidl para construir una mansión en el estilo renacentista italiano. En la actualidad, esta casa, conocida como la Lenbachhaus, ha sido convertida en museo de arte que, además de obras de Lenbach, contiene obras de otros artistas de siglo XIX y una importante colección del grupo Der Blaue Reiter. En esta amplia mansión recibía a personalidades como Bismarck, de quien era amigo. Tuvo otras residencias en Berlín y en Viena.
Lenbach murió en 1904. Está enterrado en el cementerio Westfriedhof de Múnich.

## Obras
Lenbach destacó sobre todo por sus retratos, de gran virtuosismo técnico. Quizá sean poco espontáneos y un poco ampulosos. En mucha menor medida, hizo cuadros de género y paisajes. De sus retratos, destaca la serie de los dedicados a Bismarck a partir de 1879. Su obra puede verse, principalmente, en museos de Alemania.

## Galería

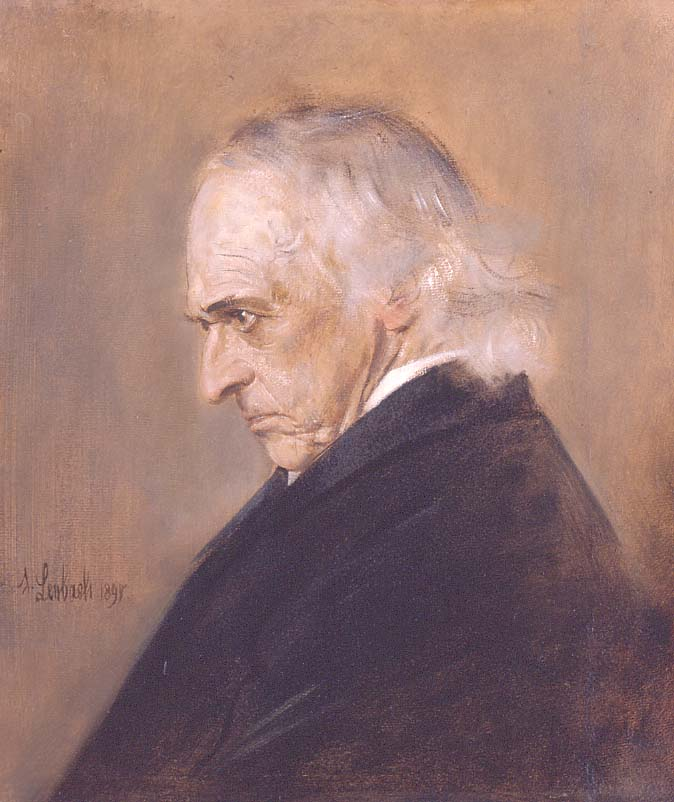
Franz von Lenbach: Retrato de Theodor Mommsen, 1897.
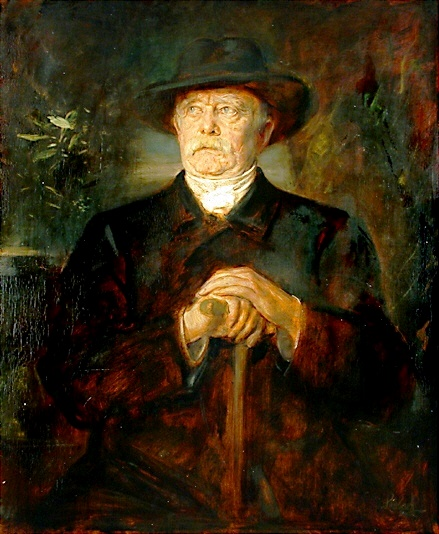
Franz von Lenbach: Retrato de Otto von Bismarck.
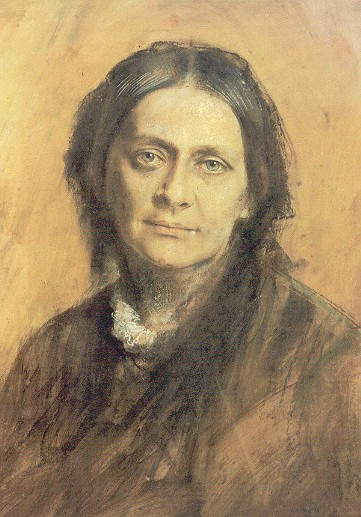
Franz von Lenbach: Retrato de Clara Schumann.
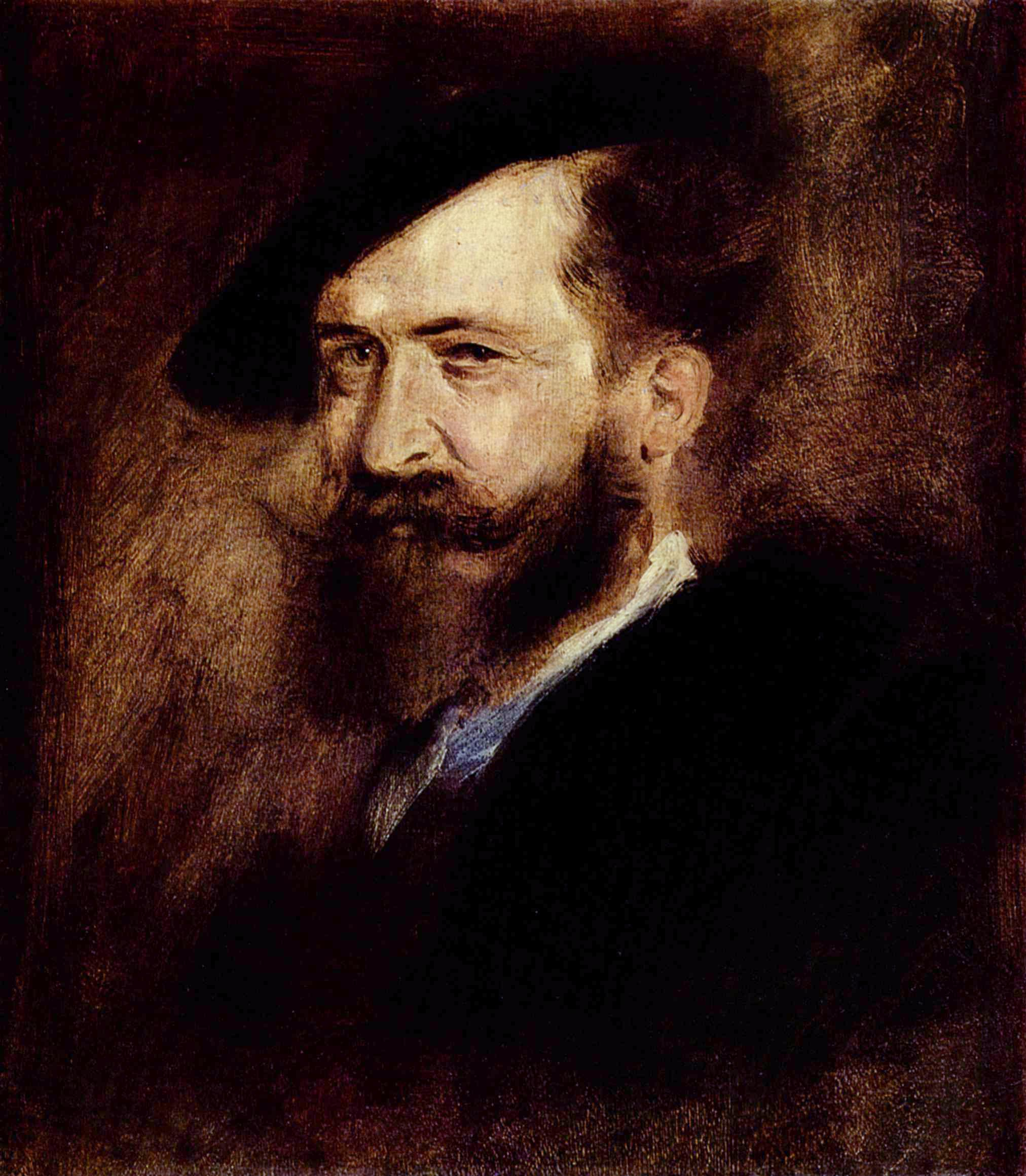
Franz von Lenbach: Retrato de Wilhelm Busch.
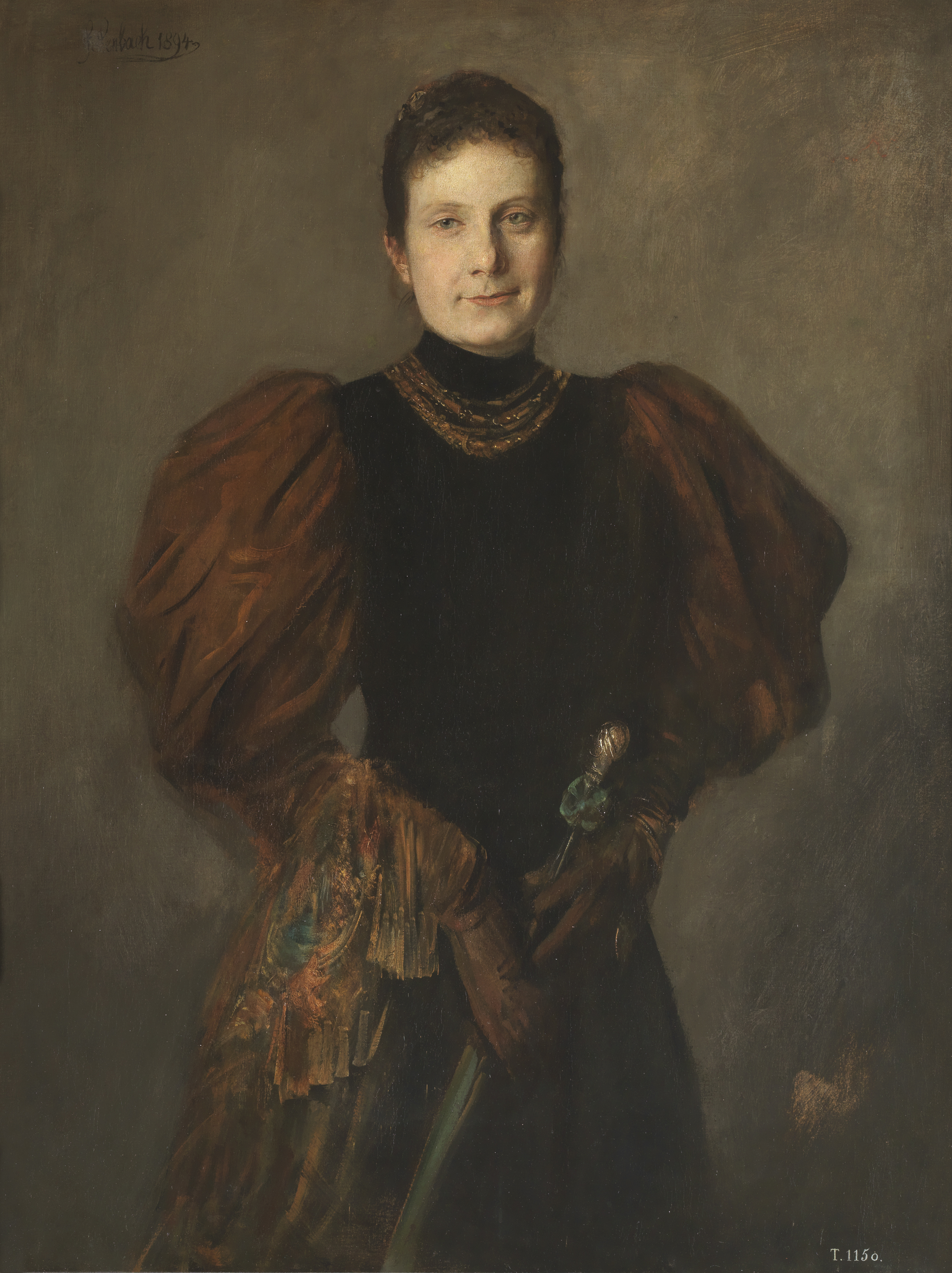
La infanta María de la Paz de Borbón, hija de Isabel II, 1894, Museo del Prado.